# Hapoel Ashdod
L'Hapoel Ashdod (in ebraico הפועל אשדוד‎?) è una società calcistica di Ashdod (Israele).
Fondato negli anni sessanta, non ha mai raggiunto la promozione massima divisione, sfiorata al termine della stagione 1997-1998, chiusa con un terzo posto in classifica nel campionato di seconda divisione.
Due anni dopo, gravi problemi finanziari ne fecero disporre da parte dell'IFA la retrocessione in quarta divisione (la Liga Bet). Tuttavia, la società optò per la fusione con il club concittadino dell'Ironi Ashdod (militante in Liga Leumit, all'epoca la massima serie), fondando l'attuale Moadon Sport Ashdod.

## Palmarès

### Competizioni nazionali
- Liga Alef: 1

2020-2021

### Altri piazzamenti
- Liga Leumit:

Terzo posto: 1997-1998